# Gouvernement d'Åland
Le gouvernement d'Åland (en suédois : landskapsregering) est le gouvernement de la région autonome finlandais d'Åland. Il est responsable devant le Lagting, le parlement régional.

## Composition actuelle
Le gouvernement issu des élections législatives ålandaises de 2023 réunit des membres de trois des six partis représentés au Lagting : les libéraux (L), les sociaux-démocrates (SD), le Centre (C).
- Katrin Sjögren (L), premier ministre (landtråd)
- Annika Hambrudd (C), vice-premier ministre et ministre de l'Éducation et de la Culture
- Mats Perämaa (L), ministre des Finances
- Arsim Zekaj (SD), ministre des Affaires sociales et de la Santée
- Ingrid Zetterman (L), ministre de l'Administration et des Affaires européennes
- Jesper Josefsson (C), ministre de l'Industrie et du Commerce
- Camilla Gunell  (SD), ministre des Infrastructures et de l'Environnement

## Anciens gouvernements

### 2011-2015
Le gouvernement issu des élections législatives ålandaises de 2011 réunit des membres de quatre des six partis représentés au Lagting : les sociaux-démocrates (SD), le Centre (C), les modérés (M) et les indépendants (Obs).
- Camilla Gunell (SD), premier ministre (landtråd)
- Roger Nordlund (C), vice-premier ministre et ministre des Finances
- Johan Ehn (M), ministre de l'Éducation et de la Culture
- Carina Aaltonen (SD), ministre des Affaires sociales et de l'Environnement
- Gun-Mari Lindholm (Obs), ministre de l'Administration et des Affaires européennes
- Fredrik Karlström (Obs), ministre de l'Industrie et du Commerce
- Veronica Thörnroos (C), ministre des Communications et des Infrastructures

### 2007-2011
Le gouvernement issu des élections législatives ålandaises de 2007 réunit des libéraux (L) et des centristes (C).
- Viveka Eriksson (L), premier ministre
- Britt Lundberg (C), vice-premier ministre et ministre de l'Éducation et de la Culture
- Mats Perämaa (L), ministre des Finances
- Katrin Sjögren (L), ministre des Affaires sociales et de l'Environnement
- Roger Eriksson (L), ministre de l'Administration et des Affaires européennes
- Jan-Erik Mattsson (C), ministre de l'Industrie et du Commerce, remplacé par Torbjörn Eliasson (C) le 2 septembre 2009
- Runar Karlsson (C), ministre des Communications (2007-2009), remplacé par Veronica Thörnroos (C) le 19 avril 2010

### 2005-2007
- Roger Nordlund (C), premier ministre
- Jörgen Strand (FS), vice-premier ministre et ministre de l'Industrie et du Commerce
- Lasse Wiklöf (SD), ministre des Finances
- Britt Lundberg (C), ministre de l'Intérieur et des Affaires européennes
- Hariet Lindeman (FS), ministre des Affaires sociales et de l'Environnement
- Camilla Gunell (SD), ministre de l'Éducation et de la Culture
- Runar Karlsson (C), ministre des Communications

### 2003-2005
- Roger Nordlund (C), premier ministre
- Jörgen Strand (FS), vice-premier ministre
- Kerstin Alm (C), ministre de l'Industrie et du Commerce
- Gun-Mari Lindholm (Ob), ministre des Affaires sociales et de l'Environnement
- Lars Selander (L), ministre de l'Éducation et de la Culture
- Tuula Mattsson (L), ministre des Transports et de la Police

### 2001-2003
- Roger Nordlund (C), premier ministre
- Olof Erland (L), vice-premier ministre
- Ritva Sarin-Grufberg (L), ministre de l'Industrie et du Commerce
- Sune Eriksson (L), ministre des Affaires sociales et de l'Environnement
- Gun Carlson (C), ministre de l'Éducation et de la Culture
- Runar Karlsson (C), ministre des Transports

### 1999-2001
- Roger Nordlund (C), premier ministre
- Olof Salmén (Ob), vice-premier ministre et ministre des Finances
- Hariet Lindeman (FS), ministre des Affaires sociales et de l'Environnement
- Gun Carlson (C), ministre de l'Éducation et de la Culture
- Roger Jansson (FS), ministre de l'Industrie et du Commerce
- Runar Karlsson (C), ministre des Transports
- Danne Sundman (Ob), ministre des Nouvelles technologies